# ذاكرة سمعية

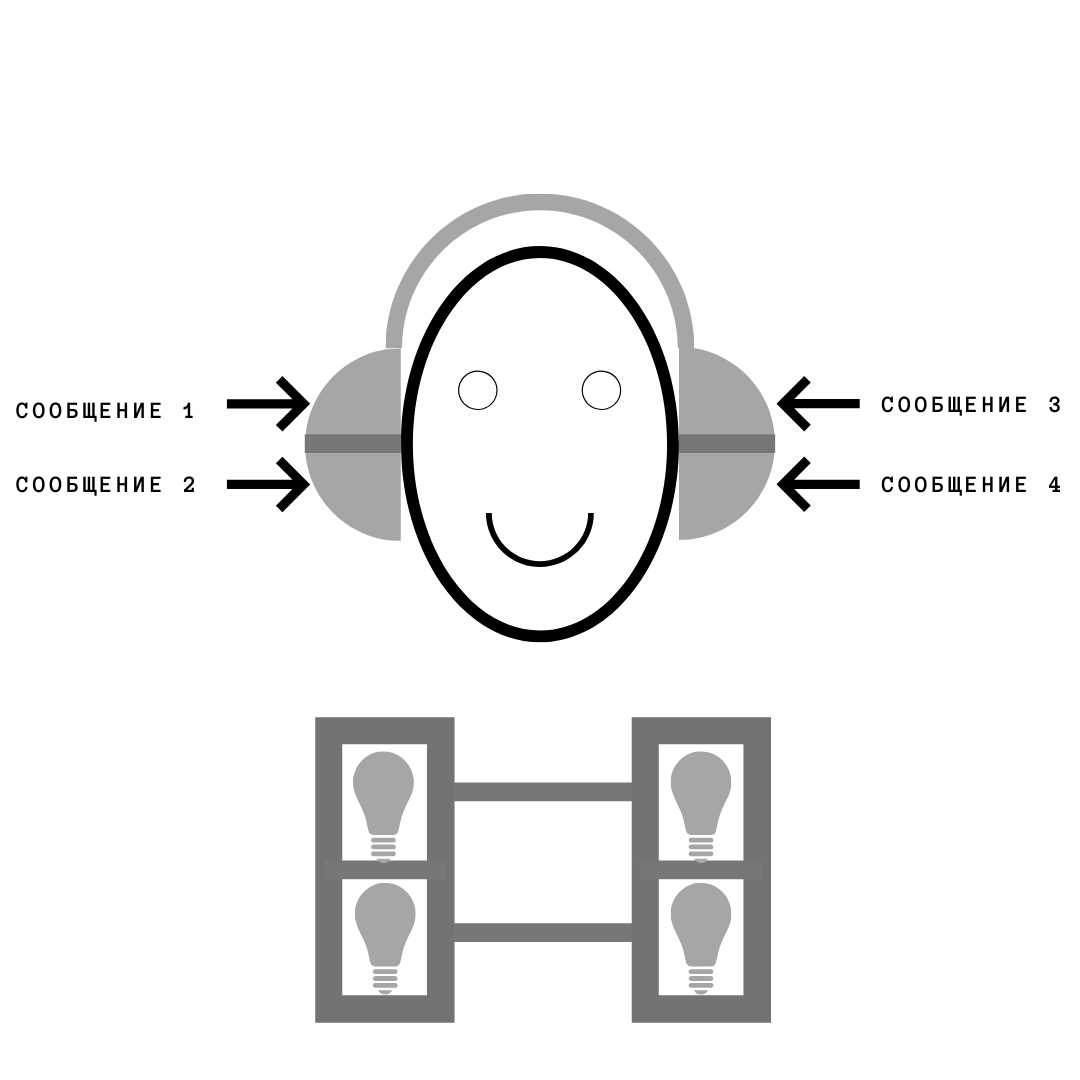
تمثيل تخطيطي للتجربة مع الذاكرة السمعية

الذاكرة السمعية أو الذاكرة الصدوية (ذاكرة الصدى) هي الذاكرة الحسية التي تسجل المعلومات السمعية (الأصوات) الخاصة. بمجرد سماع المنبه السمعي، يتم تخزينه في الذاكرة الحسية السمعية حتى يمكن معالجته وفهمه. على عكس الذاكرة البصرية، حيث يمكن للشخص اختيار المدة الزمنية لعرض المنبه وإعادة تقييمه بشكل متكرر، فإن المحفزات السمعية عادة ما تكون عابرة ولا يمكن إعادة تقييمها. نظرًا لأن ذكريات الصدى تُسمع مرة واحدة، يتم تخزينها لفترات زمنية أطول قليلاً من الذكريات البصرية. تستقبل الأذن المحفزات السمعية واحدة تلو الأخرى قبل أن تتم معالجتها وفهمها.

## أمثلة على الذاكرة السمعية
اشتغال الذاكرة السمعية تلقائي. وهذا يعني أن المعلومات الصوتية تدخل إلى الذاكرة السمعية بشكل آلي غير متعمد. ، حيث يتم التخزين وتكوين الذكريات السمعية باستمرار. فيما يلي بعض الأمثلة اليومية:

### التحدث مع شخص
التحدث مع شخص مثال بارز يبين عمل الذاكرة السمعية، حيث تقوم الذاكرة السمعية بتخزين كل مقطع وربطه بالمقطع الذي يليه مكونا كلمات. هذه الكلمات بدورها تخزن وترتبط بالكلمات التي بعدها لتكوين جملة.

### الاستماع إلى الموسيقى
تعمل الذاكرة السمعية أيضا أثناء الإستماع للموسيقى، حيث تقوم بتخزين كل نوتة موسيقية وربطها بالنوتة التي تليها. ليجمع الدماغ هذه النوتات والمقاطع الموسيقية وتشكل أغنية.

### مطالبة شخص ما بتكرار ما قاله
عندما يتحدث إليك شخص ما أثناء انشغالك، فقد لا تسمع ما يقوله بشكل كامل. إذا كرر ما قاله، فسيبدو الأمر مألوفًا لأن الذاكرة السمعية خزنت الكلام في المرة الأولى.